# Plocospermataceae
Plocospermataceae es una familia de plantas fanerógamas con un único género, Plocosperma dentro del orden Lamiales que tiene 4 especies.

## Especies
- Plocosperma anomalum
- Plocosperma buxufolium
- Plocosperma macrophyllum
- Plocosperma microphyllum